# Lauren Jauregui
Lauren Michelle Jauregui Morgado (Miami, Florida; 27 de junio de 1996) es una cantante, compositora y activista estadounidense de origen cubano. 
Saltó a la fama como miembro del grupo de chicas Fifth Harmony, que se convirtió en uno de los grupos de chicas más vendidos de todos los tiempos. Jauregui comenzó a experimentar con diferentes sonidos y a explorar la composición de canciones en solitario, colaborando en canciones con Marian Hill, Steve Aoki y Snow Tha Product . Comenzó a trabajar en música en solitario en mayo de 2018 y lanzó su canción debut como solista «Expectations» en octubre de 2018 bajo Columbia Records. En enero del 2019, lanzó la canción «More Than That». Jauregui contribuyó con «Invisible Chains» a la banda sonora de la película Birds of Prey (2020) y lanzó la canción urbana latina producida por Tainy «Lento» en marzo de 2020. En abril de 2020, lanzó la canción «50ft». El EP debut en solitario de Jauregui, Prelude, se lanzó el 5 de noviembre de 2021.

## Biografía
Lauren Michelle Jauregui Morgado nació el 27 de junio de 1996 en Miami, Florida, de los padres cubanos Michael Jauregui y Clara Morgado. Su padre es gerente de planta y su madre es maestra, quienes se mudaron a los Estados Unidos cuando Fidel Castro llegó al poder. Jauregui tiene ascendencia cubana y española. La mayor de tres hermanos, Christopher y Taylor Jauregui. Asistió a una escuela católica mixta desde prekínder hasta sexto grado. Luego asistió a la Escuela Carrollton del Sagrado Corazón, una escuela privada católica para niñas en Miami, con una beca académica. Ella estaba en el programa de bachillerato internacional de la escuela, participó en varias ocasiones en el concurso de talentos, formó parte del coro escolar, el equipo de sóftbol y el equipo de voleibol, también fue miembro activa en varios clubs escolares, entre ellos, "Paws" y "Pan y Amor". A lo largo de sus años escolares, Jauregui se expresó a través de las artes, mientras disfrutaba de «crear constantemente», cantar, escribir, bailar, coreografiar, tocar el piano y pintar.A día de hoy, sus compañeras de colegio y profesores, la recuerdan como la chica del show de talentos.

## Carrera musical

### 2012-2018:The X Factory Fifth Harmony

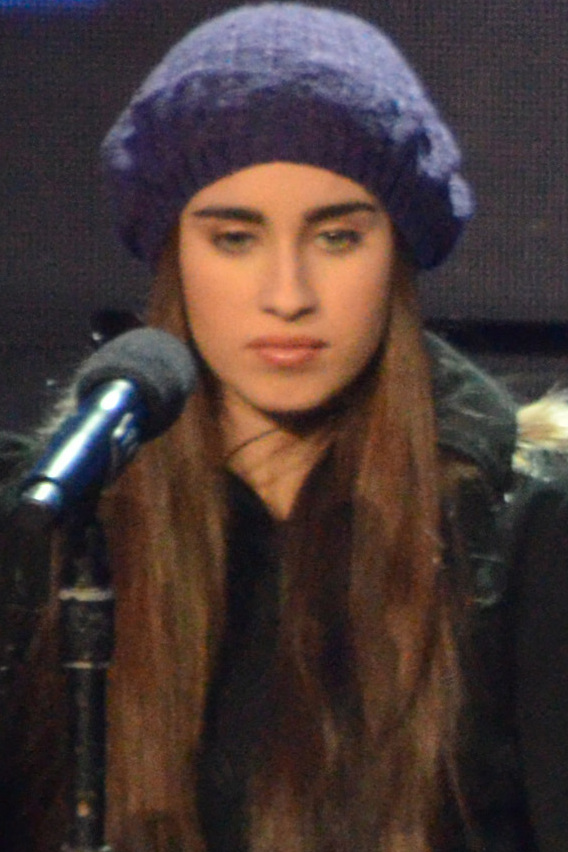
Jauregui en The X Factor en 2012, como miembro de Fifth Harmony.

En 2012, a la edad de 15 años, Jauregui audicionó para la segunda temporada de The X Factor en Greensboro, Carolina del Norte. Después de cuatro rondas de audiciones preliminares, la volvieron a llamar a la edad de 16 años para la audición televisada frente a los jueces. Jauregui interpretó «If I Ain't Got You» de Alicia Keys para su audición. El juez Antonio Reid describió la voz de Jauregui como «ronca, redonda, madura» y su audición como «perfecta». Avanzó a la siguiente ronda después de obtener la aprobación de los cuatro jueces. Durante la segunda ronda del bootcamp, se enfrentó al grupo de country Sister C con la canción «These Arms of Mine». Después de ser eliminada como artista solista en la competencia, Jauregui fue traída de vuelta y puesta en un grupo junto a Ally Brooke, Normani, Dinah Jane y Camila Cabello, que luego se convertiría en Fifth Harmony. El grupo llegó a la final y terminó tercero en la competencia.

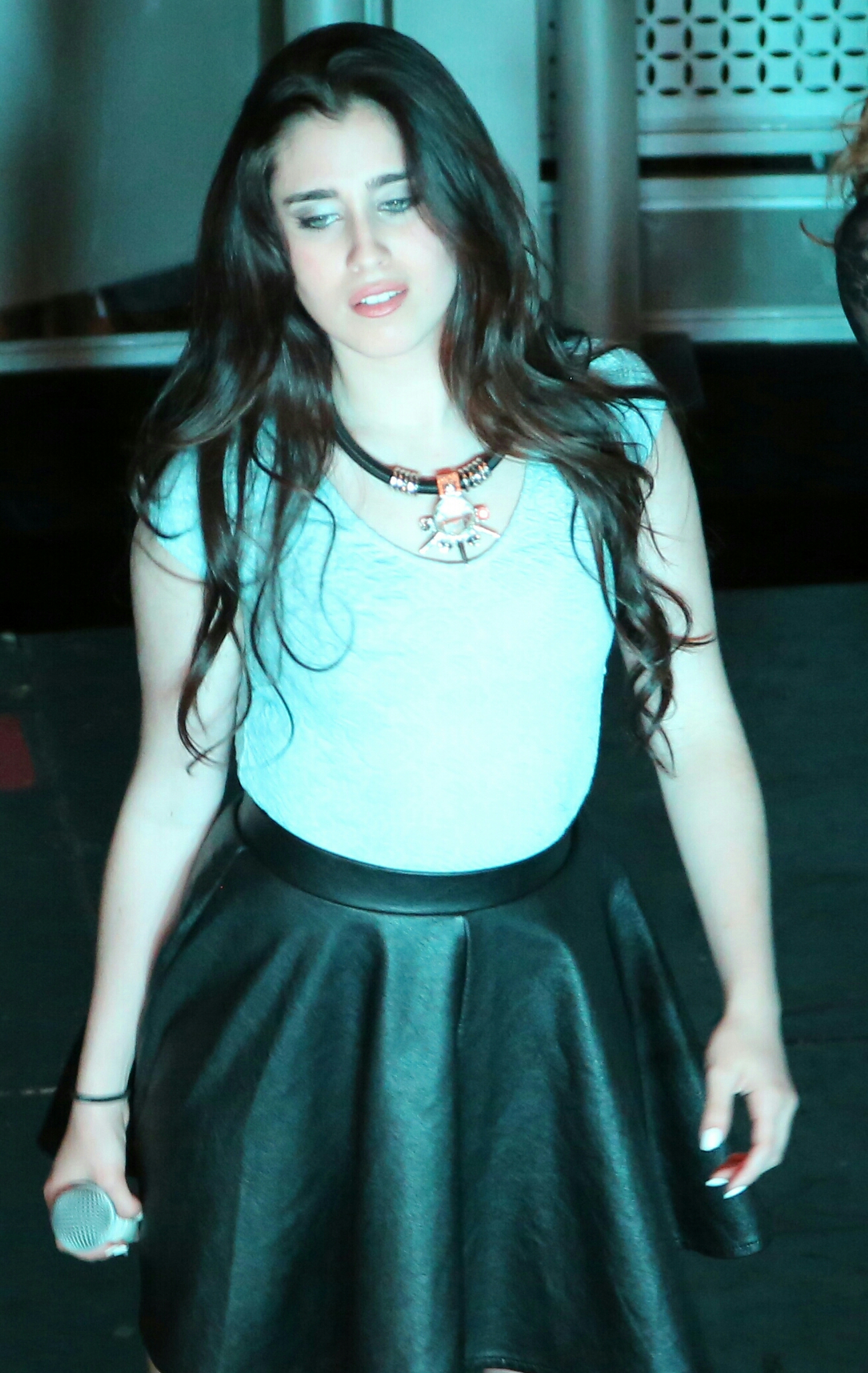
Jauregui cantando en un concierto de la gira Harmonize America Mall Tour en 2013.

En enero de 2013, Fifth Harmony firmó con el sello Syco Music de Simon Cowell y Epic Records de L.A. Reid. Jauregui abandonó la escuela para trabajar con Fifth Harmony y luego recibió su diploma de escuela secundaria a través de la educación en el hogar. El grupo lanzó su EP debut Better Together en octubre de 2013. En la primera semana alcanzó el puesto número seis en la lista estadounidense Billboard 200, su primer sencillo «Miss Movin' On», entró en la lista de Billboard Hot 100 y fue certificado oro en los Estados Unidos. Al año siguiente, el video ganó como the artist to watch en los MTV Video Music Awards. Su álbum debut Reflection fue lanzado en enero de 2015, debutando en el número cinco en el Billboard 200 y número uno en Billboard Digital Albums. El álbum fue certificado oro en Estados Unidos por la RIAA y doble platino en Brasil. Jauregui no participó en la promoción del lanzamiento de Reflection porque su abuela murió el día del lanzamiento del álbum y sus compañeras de banda le recomendaron que fuera a Florida. El tercer sencillo del álbum, «Worth It», alcanzó el puesto número 12 en el Billboard Hot 100, su puesto más alto hasta el momento en la lista. El grupo también contribuyó con la canción «I'm in Love with a Monster» a la banda sonora de la película animada Hotel Transylvania 2 (2015). En diciembre de 2015, Fifth Harmony fue honrado como «Grupo del año» en la ceremonia Billboard Women in Music.
El segundo álbum de Fifth Harmony, 7/27, se lanzó en mayo de 2016. «Work from Home», el sencillo principal del álbum, alcanzó el puesto número cuatro en el Billboard Hot 100 y alcanzó el top 10 en varias listas internacionales. «Work From Home» se convirtió en la primera canción de un grupo femenino en llegar al top 10 de Billboard Hot 100 en ocho años. El tercer álbum del grupo, Fifth Harmony, el primero como cuarteto después de la partida de Cabello en diciembre de 2016, fue lanzado en agosto de 2017. El álbum marcó la primera vez que el grupo pudo coescribir y tener agencia sobre la dirección creativa de un álbum. En marzo de 2018, el grupo anunció su decisión de hacer una pausa indefinida para crecer como artistas individuales y perseguir ambiciones en solitario.

### 2016–2021: Proyectos en solitario y colaboraciones

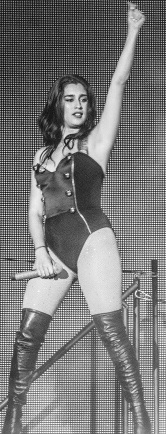
Jauregui en 2016.

Después del lanzamiento del segundo álbum del grupo, Jauregui continuó con Fifth Harmony y comenzó a explorar la composición de canciones en solitario, mientras que los otros miembros también trabajaron en proyectos en solitario fuera del grupo. En diciembre de 2016, colaboró con Marian Hill en su canción «Back to Me», el primer lanzamiento de Jauregui fuera de Fifth Harmony. Jauregui dijo que poder «formar una conexión genuina» con el dúo y escribir para la canción fue un «honor», mientras que dio «un fragmento de mi vibra por primera vez en colaboración con ellos». Samantha Gongol de Marian Hill dijo que el dúo y Jauregui querían trabajar juntas desde que se conocieron en uno de los shows de Marian Hill hace más de un año, y completaron la canción con ella en un breve período que tuvo fuera de su apretada agenda con Fifth Harmony. Jeremy Lloyd de Marian Hill dijo que Jauregui les dijo que había escrito su verso unos cinco minutos antes de que fuera a grabarlo, y que «clavó el esquema de la rima y probablemente lo hizo más rápido y con más destreza de lo que podríamos haberlo hecho nosotros». Lloyd también elogió las armonías que escribió Jauregui, diciendo que tiene «un oído armónico asombroso». A fines de 2016, Jauregui fue votada como la mujer más sexy en la lista de las 100 mejores del año de AfterEllen.
En mayo de 2017, Jauregui fue votada por el público como Celebridad del año en los Premios British LGBT en reconocimiento a la promoción de la igualdad para la comunidad LGBTQ. Jauregui apareció en la canción del mismo sexo de Halsey «Strangers», incluida en el álbum Hopeless Fountain Kingdom que Billboard señaló como un «hito bisexual muy esperado en la música convencional». Halsey eligió específicamente a Jauregui, que es abiertamente bisexual, para la canción, diciendo: «Me encanta que Lauren y yo seamos solo dos mujeres que tenemos una presencia pop dominante y hacemos una canción de amor para la comunidad LGBTQ». El 9 de junio, Lauren fue invitada por la cantante a interpretar el tema por primera vez en vivo en el Today Show. Al día siguiente fue nuevamente invitada a interpretarlo durante el iHeartSummer 2017 organizado por iHeartRadio. El 21 de octubre de 2017, interpretaron nuevamente «Strangers» en el BB&T Center en Sunrise, Florida y el 3 de noviembre en The Forum en Los Ángeles, como parte de la gira Hopeless Fountain Kingdom World Tour. Jauregui apareció en la canción de Ty Dolla Sign «In Your Phone» de su álbum Beach House 3 (2017). La pista del álbum alcanzó el puesto 23 en la lista de ventas de canciones digitales de R&B/Hip-Hop de Estados Unidos. Jauregui también grabó «All Night» con Steve Aoki, lanzado en noviembre de 2017, de su álbum Neon Future III (2018). «All Night» fue el primer lanzamiento de Jauregui como compositora principal y cantante principal. Ella también produjo las voces en la pista. Aoki dijo sobre colaborar con Jauregui: «Tiene tantas ideas [...] Es muy meticulosa. La atención al detalle que tiene Lauren es algo que no encuentro en muchas personas [...] Tiene esos oídos, la sensibilidad y la visión». Jauregui dijo que sus proyectos colaborativos fuera del grupo son una «oportunidad de explorarme a mí misma y descubrir quién soy como artista individual», y una exploración trabajando con diferentes artistas, «viendo qué es lo que creamos juntos». En enero de 2018, se informó que firmaría con Columbia Records para su futuro trabajo en solitario.
En mayo de 2018, Jauregui declaró que comenzó a trabajar en música y visuales en solitario. Anteriormente expresó en marzo de 2018 que ha estado explorando y poniéndose en «contacto» con ella misma creativamente, y que no quiere imponerse «límites», y agregó que está influenciada por varios géneros, incluidos la electrónica, el pop y el rock 'n roll, rock alternativo y música latina. En junio de 2018, Jauregui fue el acto de apertura de la etapa latinoamericana de Halsey de su gira mundial Hopeless Fountain Kingdom World Tour. En la gira con Halsey, Jauregui interpretó tres canciones que ella había escrito, «Toy», «Inside» y «Expectations». En septiembre de 2018, Jauregui dijo que ha estado componiendo instrumentos vocalmente y tocándolos en el piano. No tiene una fecha establecida para el lanzamiento de su álbum, ya que «realmente está tratando de que sea lo más orgánico posible» y se lanzará cuando sienta que está listo. Jauregui dijo que ella escribe todas sus canciones.
Jauregui lanzó su sencillo debut como solista, «Expectations», con el video musical que lo acompaña el 24 de octubre de 2018, bajo Columbia Records. De su proceso creativo, Jauregui dijo:

«Estoy tratando de ser lo más orgánica posible. Escribo cuando tengo ganas, no trato de forzar una canción [...] Hay mucha inspiración a mi alrededor, así que me baso en todo lo que puedo, en su mayoría experiencias de la vida o cosas que deseo experimentar. El arte es un medio de autocuidado para mí: profundizar y expresarme sin importar lo que sienta mi corazón en ese momento [...] También estoy muy involucrado en todos los aspectos para dar vida a cada canción: las ideas del video, desarrollando los conceptos, todo el proceso de edición».

En noviembre de 2018, Jauregui interpretó dos nuevas canciones, «More Than That» y «Freedom», en el partido electoral Plus 1 The Vote de MTV. Jauregui lanzó «More Than That» el 11 de enero de 2019. En abril de 2019 se informó que Jauregui firmó con el sello Records junto con Columbia. En julio de 2019, Jauregui actuó en el Festival de Jazz de Montreux por invitación de Quincy Jones, para la noche de clausura del festival en honor a su música. En agosto, Jauregui dijo que su álbum debut se lanzaría en 2020. En septiembre, actuó en el evento Women of Jammcard JammJam, solo por invitación, en asociación con la organización sin fines de lucro She Is the Music. A principios de diciembre de 2019, Jauregui apareció junto a Drew Love en la canción debut en solitario de Clear Eyes (Jeremy Lloyd de Marian Hill), «Let Me Know».
Jauregui coescribió e interpretó la canción «Invisible Chains» para Birds of Prey: The Album, la banda sonora de la película Birds of Prey estrenada en febrero de 2020. En febrero de 2020, colaboró con el productor puertorriqueño Tainy en su canción urbana latina «Nada» con el artista español C. Tangana. Jauregui lanzó la canción «Lento» producida por Tainy y su video musical el 20 de marzo de 2020. El 17 de abril de 2020, Jauregui lanzó la canción «50ft». Jauregui estaba programada para actuar en el festival de música Something in the Water en Virginia Beach en abril de 2020, y en el Virgin Fest inaugural en Los Ángeles en junio, sin embargo, ambos festivales se pospusieron hasta 2021 debido a la pandemia de COVID-19. En marzo de 2020, Jauregui participó en el concierto Live At-Home de Billboard para recaudar fondos para el alivio de la enfermedad por coronavirus. Se unió a la serie de campañas Together At Home de Global Citizen y la Organización Mundial de la Salud, para la cual actuó y habló para crear conciencia y recaudar fondos para la pandemia de la enfermedad del coronavirus. Jauregui apareció en «The Bad Part» del EP2 de Johnny Rain, lanzado el 11 de septiembre de 2020. El grupo colombiano ChocQuibTown colaboró con Jauregui en dos canciones de su próximo álbum.
En abril de 2021, Jauregui se asoció con la campaña Sound It Out de Ad Council, que alienta a los estudiantes y sus cuidadores a tener conversaciones honestas sobre la salud mental. Escribió la canción «Temporary» para el EP de la iniciativa, en honor a una conversación que tuvo con un joven estudiante. En julio, Jauregui contribuyó con la canción «While I'm Alivev al álbum femenino Big Femme Energy Vol. 1 de la compañía de entretenimiento dirigida por mujeres Femme It Forward, que se enfoca en celebrar y empoderar a las mujeres y brindar más inclusión en la industria de la música. Jauregui interpretó la canción «Not Prepared For You» para el álbum debut de Diane Warren, The Cave Sessions, vol. 1, publicado en agosto de 2021. Al mes siguiente, Jauregui anunció en sus redes sociales que es embajadora de la marca de lencería Savage X Fenty de Rihanna.

### 2021–presente:PreludeyIn Between
El 15 de septiembre de 2021, Jauregui anunció su proyecto debut en solitario, Prelude, y una transmisión en vivo a través de Moment House programada para el 14 y 15 de octubre. Lanzó las pistas «Colors» y «Scattered», con Vic Mensa, en octubre. El 3 de noviembre, Jauregui lanzó la canción «On Guard», con la participación del cantante 6lack. Prelude fue lanzado el 5 de noviembre de 2021 a través de su sello discográfico independiente Attunement Records. También estrenó un podcast, titulado Attunement, en asociación con Patreon en marzo de 2022.
En abril de 2022 se anunció que Jauregui apoyaría a la cantante estadounidense Banks en la etapa norteamericana de su gira Serpentina Tour en julio y agosto de 2022. El 1 de junio, Jauregui anunció que su gira, An Evening With Lauren Jauregui, también se extendería a Sudamérica, pasando por Brasil, Chile y Argentina en octubre. En septiembre, la canción «Piña» debutó en plataformas digitales como una asociación entre Jauregui y la rapera Snow Tha Product. El 30 de septiembre, por razones logísticas, Lauren informó a través de sus redes sociales que los shows en Sudamérica habían sido pospuestos para marzo de 2023, además de agregar a Colombia y Perú a la lista de países. El 28 de octubre, Jauregui lanzó la canción «Always Love». El 31 de marzo de 2023, se lanzó el sencillo «Trust Issues». Con letra y melodía conmovedoras, la canción relata cómo Jauregui lucha con la forma en que su falta de confianza afectó sus relaciones. Ambas canciones son parte del nuevo EP del cantante, titulado In Between, que tenía siete pistas y fue lanzado el 26 de mayo de 2023.

## Influencias musicales
Jauregui creció escuchando R&B de los 90, rock alternativo, cantautores, «vocalistas», pop, música latina y soul. Jauregui ha dicho que su música está influenciada en gran medida por el soul, el R&B, el rock, la alternativa, el pop y la música latina. Ella está «principalmente inspirada por compositores» y «verdad y autenticidad». Algunos de los artistas que la han influenciado incluyen Lana Del Rey, John Mayer, Lauryn Hill, Paramore, Alicia Keys, Janelle Monáe, Shakira, Christina Aguilera, Amy Winehouse, y Frank Ocean.

## Activismo y vida personal

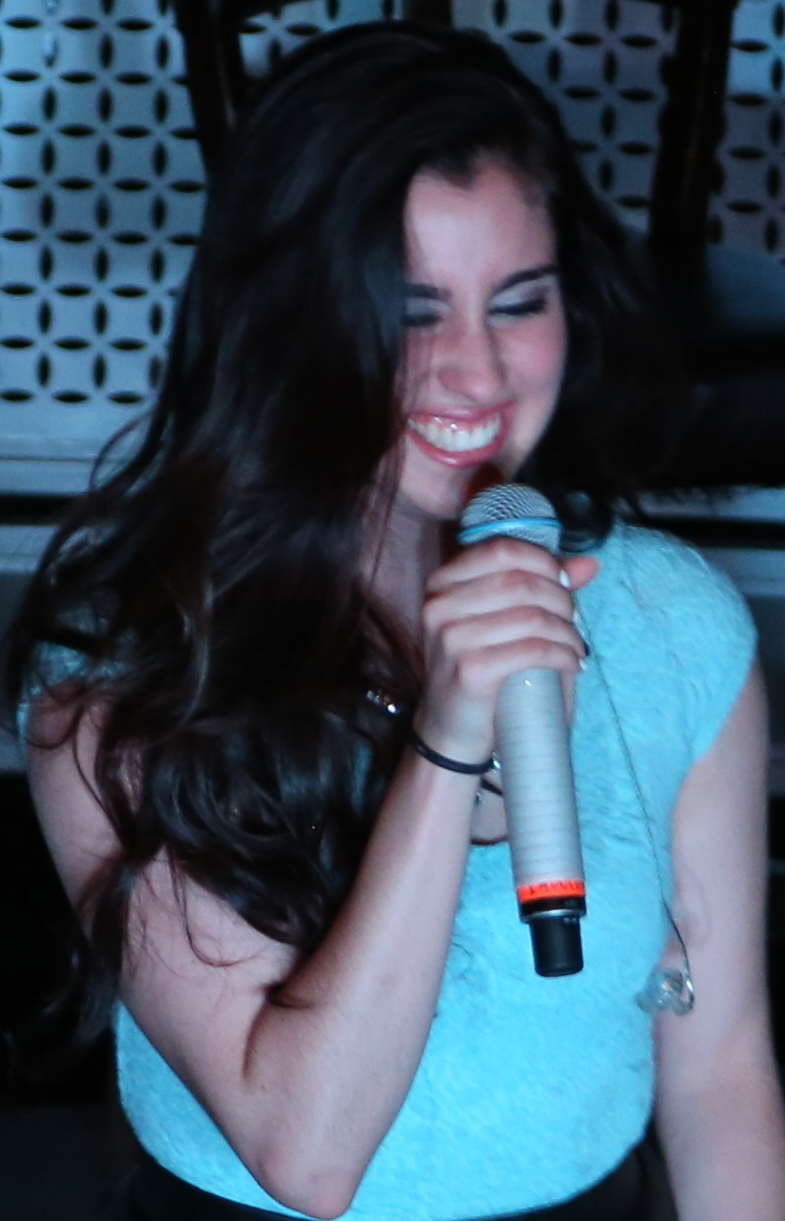
Lauren Jauregui en el centro Hollywood & Highland en el año 2013 (11).jpg

Jauregui usa su plataforma para crear conciencia sobre una serie de temas, incluidos los derechos humanos, la educación, la justicia penal, la votación electoral, la inmigración, la violencia armada y la reforma, el acoso y otros problemas sociales. Es políticamente franca, participa en protestas y se ha asociado con varias organizaciones y asistido a eventos que trabajan con dichas causas. Ha escrito varias cartas abiertas desde las elecciones presidenciales de Estados Unidos de 2016, criticando a Donald Trump y sus políticas, incluida la «prohibición musulmana», calificándola de «irrespetuosa con la humanidad». Llamó a los seguidores de Trump: «sus acciones han llevado a la destrucción de todo el progreso que hemos hecho socialmente como nación, con una sola mano». La cantante también se ha autoproclamado feminista.
En noviembre de 2016, Billboard publicó una carta abierta que Jauregui escribió para los miembros del Partido Republicano y los votantes de Trump, en la que escribió sobre las repercusiones de la campaña y la elección de Trump, y declaró: «Soy una mujer cubanoamericana bisexual y estoy muy orgullosa de ello». Jauregui ha dicho que se identifica con la fluidez sexual. También ha hablado sobre temas LGBTQ.
El 12 de marzo de 2017, Jauregui participó junto a Amani Al-Khatahtbeh de la discusión titulada Las personas no son ilegales: la importancia de la inmigración y el asilo organizada por Teen Vogue y Urban Outfitters, que buscó concienciar sobre dicho tema y donde se discutió sobre las elecciones de los Estados Unidos, la inmigración, el racismo y los derechos humanos. En agosto de 2017, la cantante siguió utilizando su voz activamente y realizó una entrevista para la revista norteamericana Complex donde aseguró que se negaba a quedarse en silencio sobre problemas que le interesan, incluyendo las relaciones raciales, haciendo hincapié en las declaraciones del presidente Trump sobre la marcha de supremacistas blancos en Charlottesville, Virginia, la prohibición de personas transgénero en las fuerzas militares y el ataque a los derechos de la mujer. El 30 de marzo de 2018 formó parte del CAST on Tour organizado por la cantante Demi Lovato junto con la Fundación CAST, cuyo propósito es crear conciencia sobre las enfermedades mentales.
Jauregui ha luchado contra la ansiedad y la depresión. Estuvo en una relación con el cantante Ty Dolla Sign del 2017 al 2019. Actualmente está en una relación con la bailarina y concursante de So You Think You Can Dance Sasha Mallory.

## Discografía

### Solista
Eps
- 2021: Prelude
- 2023: In Between

Sencillos
- 2016: «Back to Me» (con Marian Hill)
- 2017: «All Night» (con Steve Aoki)
- 2018: «Expectations»
- 2019: «More Than That»
- 2020: «Invisible Chains» (para la banda sonora de Birds Of Prey)
- 2020: «Lento» (con Tainy)
- 2020: «50ft.»
- 2021: «Colors»
- 2021: «Scattered» con el cantante Vic Mensa
- 2021: «On Guard» con 6lack
- 2022: «Always Love»
- 2023: «Trust Issues»

Colaboraciones
- 2017: «Strangers» con Halsey
- 2017: «In Your Phone» con Ty Dolla Sign
- 2019: «Let Me Know» con Clear Eyes y el cantante Drew Love
- 2020: «Nada» con Tainy y el rapero C. Tangana
- 2020: «The Bad Part» con Johnny Rain
- 2021: «Temporary» para el álbum Sound It Out
- 2021: «While I’m Alive» con Femme It Foward
- 2021: «Not Prepared For You» para el álbum de Diane Warren
- 2022: «Piña» con Snow Tha Product

## Créditos de canciones compuestas
| Año  | Título                    | Artista       | Álbum           | Notas       |
| ---- | ------------------------- | ------------- | --------------- | ----------- |
| 2013 | «Don't Wanna Dance Alone» | Fifth Harmony | Better Together | Coescritora |
| 2013 | «Who Are You»             | Fifth Harmony | Better Together | Coescritora |
| 2013 | «Me & My Girls»           | Fifth Harmony | Better Together | Coescritora |
| 2016 | «All in My Head (Flex)»   | Fifth Harmony | 7/27            | Coescritora |
| 2016 | «Back To Me»              | Marian Hill   | Act one         | Coescritora |
| 2017 | «In Your Phone»           | Ty Dolla Sign | Beach House 3   | Coescritora |
| 2017 | «Sauced Up»               | Fifth Harmony | Fifth Harmony   | Coescritora |
| 2017 | «Bridges»                 | Fifth Harmony | Fifth Harmony   | Coescritora |
| 2017 | «All Night»               | Steve Aoki    |                 | Coescritora |

## Filmografía
| Año       | Título                                 | Rol        | Notas                                           |
| --------- | -------------------------------------- | ---------- | ----------------------------------------------- |
| 2012-2013 | The X Factor                           | Ella misma | 22 episodios (2012) Invitada: 1 episodio (2013) |
| 2014      | Faking It                              | Ella misma | Episodio: «The Ecstasy and the Agony»           |
| 2015      | Barbie: Life in the Dreamhouse         | Ella misma | Episodio: «Sisters' Fun Day»                    |
| 2015      | Taylor Swift: The 1989 World Tour Live | Ella misma | Película de concierto                           |
| 2016      | The Ride                               | Ella misma | Episodio: «Fifth Harmony»                       |
| 2018      | Lip Sync Battle                        | Ella misma | Episodio: «Fifth Harmony»                       |
| 2018      | Sugar                                  | Ella misma | 1 episodio                                      |

## Giras musicales
Como acto principal
- 2021–2023: An Evening With Lauren Jauregui

Como acto de apertura
- 2018: Hopeless Fountain Kingdom World Tour (Halsey) (Latinoamérica)
- 2022: Banks – The Serpentina Tour

## Premios y nominaciones
| Año  | Premiación          | Categoría                 | Trabajo nominado             | Resultado | Ref.            |
| ---- | ------------------- | ------------------------- | ---------------------------- | --------- | --------------- |
| 2017 | British LGBT Awards | Celebridad del año        | Ella misma                   | Ganadora  | [ 109 ]         |
| 2017 | Premios BMI London  | Mejor canción pop         | «All in My Head (Flex)»      | Ganadora  | [ 110 ]         |
| 2018 | Premios BMI Pop     | Mejor canción             | «All in My Head (Flex)»      | Ganadora  | [ 111 ]         |
| 2018 | Teen Choice Awards  | Canción electrónica/dance | «All Night» (con Steve Aoki) | Ganadora  | [ 112 ] [ 113 ] |
| 2018 | Teen Choice Awards  | Artista femenina sexy     | Ella misma                   | Ganadora  | [ 112 ] [ 113 ] |

### Redes sociales
- Lauren Jauregui en Facebook
- Lauren Jauregui en X (antes Twitter)
- Lauren Jauregui en Instagram

- Datos: Q18921974
- Multimedia: Lauren Jauregui / Q18921974